# James F. Sundah
James Freddy Sundah (ur. 1 grudnia 1955 w Semarang) – indonezyjski kompozytor i autor tekstów.
Muzyk ma na swoim koncie współpracę z takimi lokalnymi wokalistkami jak Vina Panduwinata, Titiek Puspa, Krisdayanti czy Ruth Sahanaya oraz z malezyjską piosenkarką Sheilą Majid.
Do znanych jego kompozycji należy m.in. utwór „Lilin-Lilin Kecil” (wykonanie: Chrisye), który został sklasyfikowany na 13. pozycji w zestawieniu 150 indonezyjskich utworów wszech czasów, ogłoszonym na łamach miejscowego wydania magazynu „Rolling Stone”.
Jest zaliczany do grona kompozytorów, którzy wywarli znaczny wpływ na rozwój indonezyjskiej muzyki popularnej.